# 约里奥环形山
约里奥环形山(Joliot)是月球背面北半部的一座古老的大型撞击坑，形成于前酒海纪时期，其名称取自法国物理学家及著名人士弗雷德里克·约里奥-居里(1900年-1958年)，1961年被国际天文联合会批准接受。

## 描述

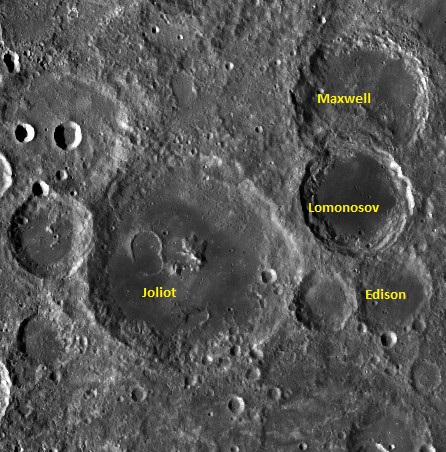
月球勘测轨道飞行器拍摄

该环形山位于界海以南熔岩淹没区的北缘，东北毗邻罗蒙诺索夫环形山、西侧附接李雅普诺夫环形山，而西北方的瑞利环形山则分别连接了前二者，约里奥环形山的东南面是哈勃环形山和长约80公里的杰武尔斯基链坑，南部更远处则横亘着阿尔比鲁尼陨石坑。
环形山中心月面坐标为25°47′N 93°23′E / 25.79°N 93.39°E，直径172.8公里，深度2.86公里。
由于存续期悠久，约里奥环形山的外缘已磨损且部分瓦解，其外观呈不规则的多边形状，其中：南北二侧部分外壁因撞击而破裂为一些小山脊和小陨垌，而东西二侧边缘则相对较为完整，尤其是西侧壁受到毗邻陨石坑的支撑。环形山坑壁平均高出周边地形1810米，坑内部分地表被玄武质熔岩漫盖，形成相对平坦且反照率较低的幽暗表面，直到1961年这一熔岩覆盖区曾被命名为新海(Mare Novum)，在约里奥环形山正式命名后这一月海名称被取消。该部分地区覆盖有来自西北年轻撞击坑-焦尔达诺·布鲁诺陨石坑的射纹物质。
熔岩覆盖的地表上分布有几座幽灵陨坑遗迹，其中一座最大的细长形构造(由二座重叠的陨坑组成)就位于中心点以西，坑底中部则矗立着一座由斜长岩、
辉长岩-苏长岩-橄长岩、钙长石及含85-90%(GNTA1)的斜长石组成的巨大中央峰。
约里奥环形山位于月球正面东侧沿稍过去一点的地方，该位置只有在有利的天平动期间才能从地球上看到。因此，要了解该环形山的细节必须从月球轨道观察。

## 卫星陨石坑
按照惯例，最靠近约里奥环形山的卫星坑在月图上以字母标注在该坑中心点的旁边。

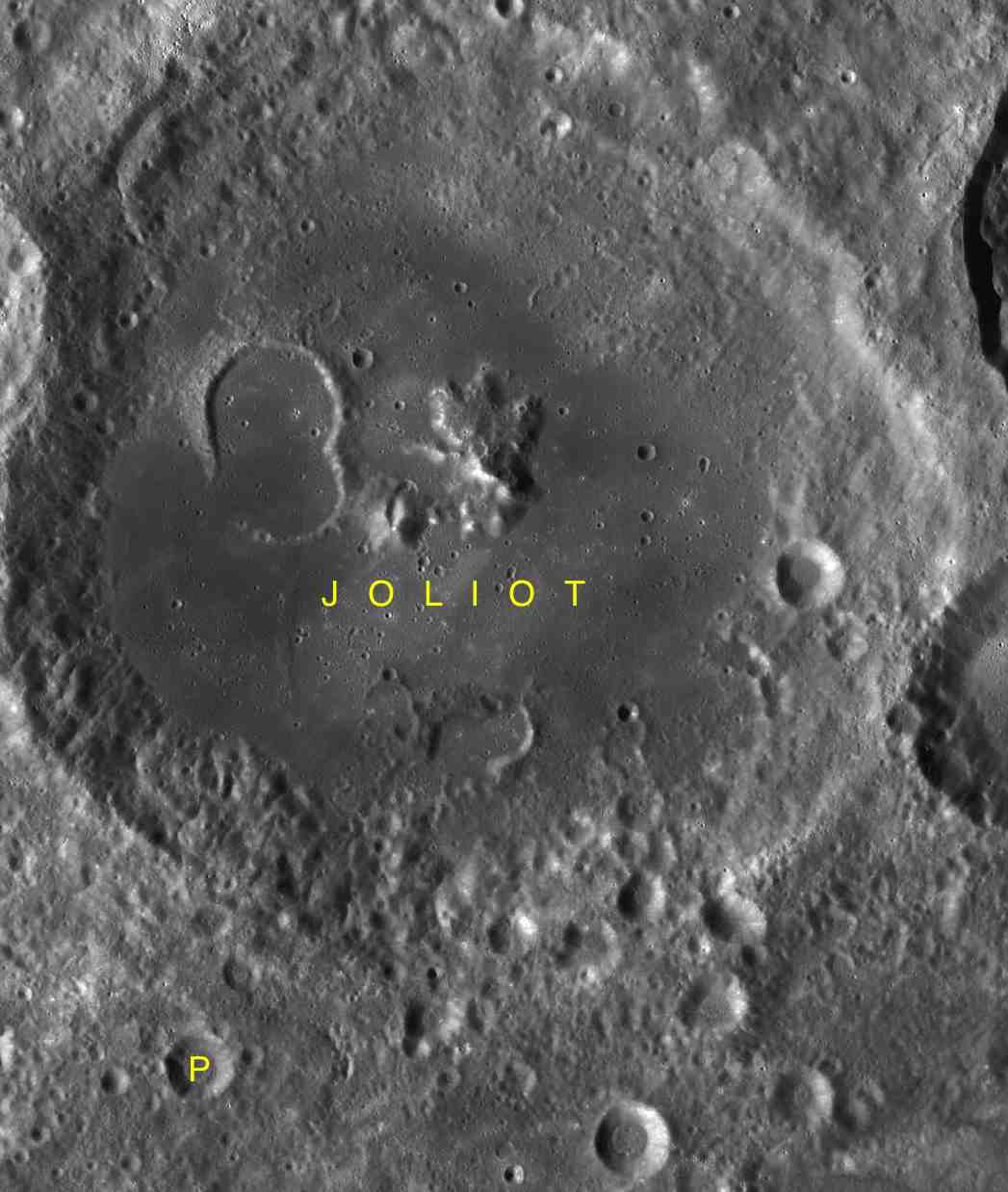
LAC-46 地图.

| 约里奥 | 纬度    | 经度    | 直径    |
| ------ | ------- | ------- | ------- |
| P      | 22.2° N | 91.9° E | 12 公里 |